# Limbi caucaziene

Limbile caucaziene sunt reprezenatate în coloana din stânga

Limbile caucaziene sunt o familie de limbi izolate vorbite preponderent în regiunea muntoasă a Caucazului de nord (acum în Federația Rusă) și în Georgia. Cel care a afirmat că limbele caucaziene formează o singură familie a fost P. R. Uslar în 1888. Limbile caucaziene au fost apropiate de limbile semitice, indo-europene și de câteva limbi dispărute (mai ales sumeriana, hitita și karpateana).
Limbile caucaziene au trăsături comune cu limba bască din Spania, limba burușaski din Kașmir.
Limbile caucaziene (mai ales grupul nord-vest) prezintă asemănari fie gramatical, fie lexical cu limba bască, cu care s-ar putea înrudi în cadrul unei presupuse familii Euskaro-Caucaziană.

## Grupuri

### Grupul Nord-vest (Abhazo-Adîghean, Cerches)
| Nord-vest Adîg Abhaz Ubîh (moartă) | Nord-est Nah Ando-Avaro-Țez Darghin Lezghin și Hinalug Lac |

Nord-vest
Adîg
Abhaz
Ubîh (moartă)
Nord-est
Nah
Ando-Avaro-Țez
Darghin
Lezghin și Hinalug
Lac

Grupul Abhazo-Adîghean este alcătuit următor:
- subgrupul adîg:
  - limba adîgă
  - limba cabardino-cerchesă
- subgrupul abhaz:
  - limba abhază
  - limba abazină
- limba ubîhă.

Limba cerchesă a fost împărțită în anul 1920 (din motive politice) în cercheza de vest (Adighei), vorbită în Republica Adîgheia și cercheza de est (Kabardina), vorbită în Republicile Kabardino-Balkaria și Karacevo-Cerkesia.
Limba kabardină a fost distribuită în secolul X pâna în estul Ucrainei, în regiunea care se numește acum Cerkessia. O parte din kabardini s-au întors în Caucazul Central și s-au amestecat cu alani (Oseția). Un dialect al acestei limbi (Jassic) a fost dus de osețeni până în Ungaria, unde s-a păstrat până în secolul XV.
Limba abkhază este vorbită în Abkhazia și în Karacevo-Cerkeza.

### Limbile Naho-Daghestaneze
Limbile naho-daghestaneze se divid în:
- grupul nah:
  - subgrupul vainah:
    - limba cecenă
    - limba ingușă

  - subgrupul bațbi:
    - limba bațbi.
- grupul ando-avaro-țez:
  - subgrupul avar:
    - limba avară

  - subgrupul andic:
    - andă
    - ahvahă
    - bagvalină
    - botlihă
    - caratină
    - ceamalină
    - godoberină
    - tindină

  - subgrupul țez (dodoic)
    - bejtină
    - ghinuhă
    - gunzibă
    - hvarșină
    - țeză
- grupul darghin:
  - acușină
  - gapșimin-butrină
  - darghină
  - cadară
  - mughină
  - muirină
  - miureg-gubdenă
  - urahină
  - țudahară
  - meghebă
  - cunchină
  - sanji-ițarină
  - sirhină
  - ciragă
  - haidacă
  - cubacină
  - aștină
- grupul lezghinic:
  - lezghină
  - agulă
  - tabasarană
  - rutulă
  - buduhă
  - țahură
  - crîgă
  - arcină
  - udină
  - agvană (moartă)
- limba lacă
- limba hinalugă.

### Grupul de Sud (Kartevelan)

Limbile kartveliene

Cele mai importante limbi din acest grup sunt limbile georgiană, svan și migreliană (vorbite în Gruzia) și limba laz (vorbită în Turcia).

## Răspândire
Limbile caucaziene sunt vorbite de 20 de milioane de oameni dintre care 10 milioane locuiesc în Caucaz și restul în diasporele distribuite în toate părțile lumii (mai ales Turcia, unde se găsesc 5-7 milioane de vorbitori de limba cercheză și un milion de vorbitori de limba laz).